# Giardino del Mandarino Yu
Il giardino del Mandarino Yu (in cinese 豫園; Pinyin: Yù Yuán) è un classico giardino cinese che sorge nel nord-est della città vecchia di Shanghai, in Cina. Accanto al tempio degli Dei della Città, accessibile dalla linea 10 della metropolitana di Shanghai.
Come i tradizionali giardini cinesi è un microcosmo dove convinto equilibratamente piante, animali e minerali.
Un capolavoro ne è l'antica "Squisita roccia di Giada" (玉玲珑, Yù Línglóng), un grande masso poroso alto 3,3 metri e dal peso di 5 tonnellate, che secondo i racconti era destinato al palazzo imperiale di Pechino, ma fu recuperato e qui posto dopo che la barca affondò al largo di Shanghai.

## Storia

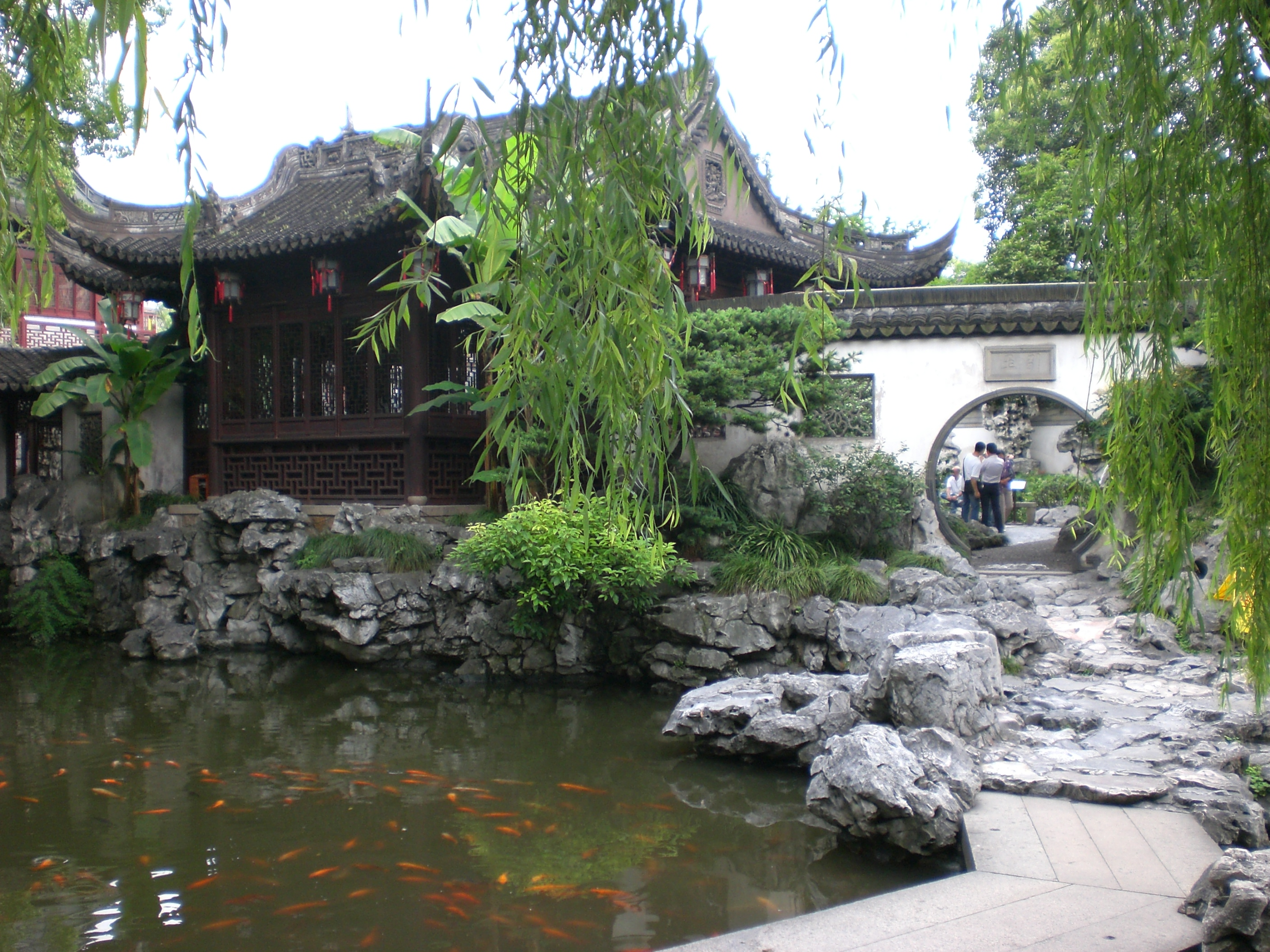

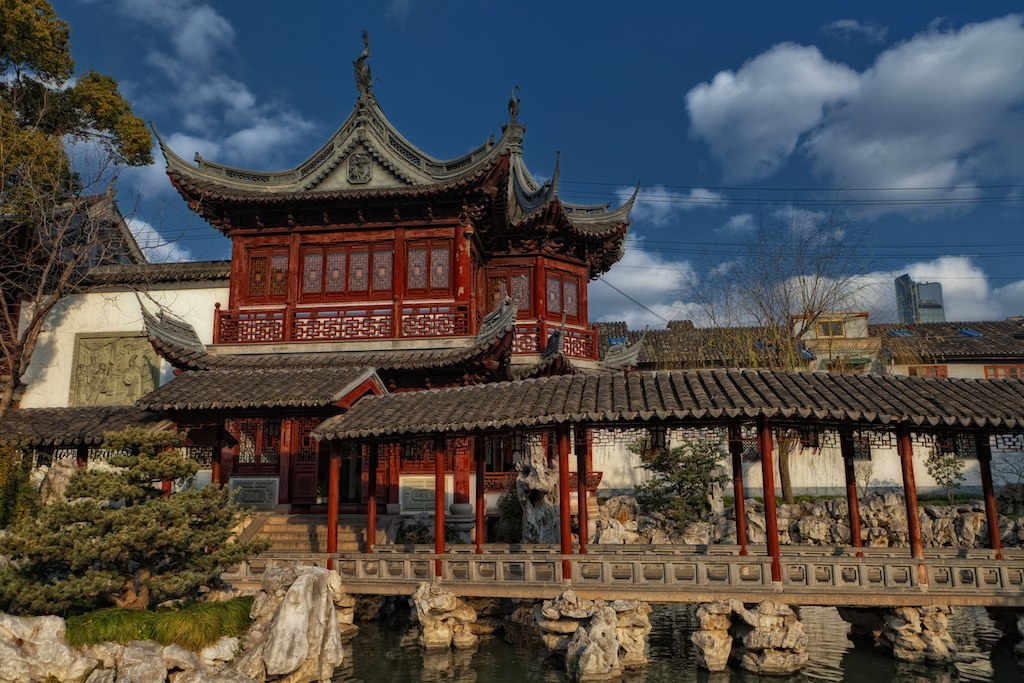
La torre della Gioia e il ponte dell'Acqua di Giada.

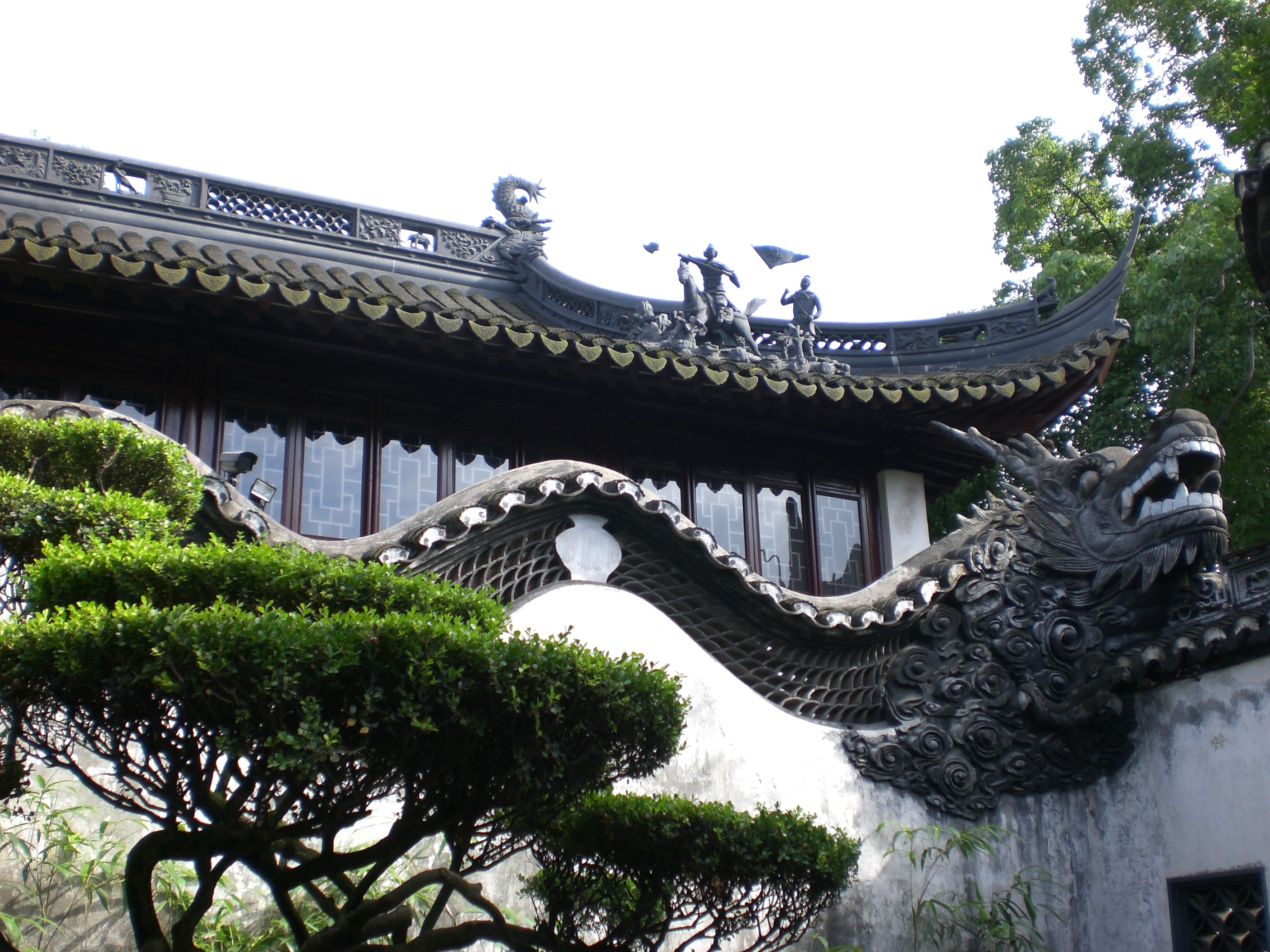
I celebri "Muri del Drago".

Il giardino venne creato nel 1599 per volere di Pan Yunduan come conforto per suo padre Pan En, un ufficiale di alto rango della dinastia Ming andato in pensione. Pan Yunduan, dopo aver fallito uno degli esami imperiali, commissionò il progetto al celebre architetto-paesaggista Zhang Nanyang. Ma la sua nomina a governatore del Sichuan rallentò la costruzione che si prolungò per quasi venti anni, fino al 1577. Il giardino era il più grande e prestigioso della sua epoca a Shanghai, ma la sua costosa realizzazione contribuì a rovinare gli alberi pan.
Il giardino venne ereditato da Zhang Zhaolin, marito della nipote di Pan Yunduan, e poi passò a proprietari diversi. Una sezione venne organizzata per un breve periodo da Zhang Shengqu come Accademia della purezza e dell'armonia (清和 书院, Qīng-Hé Shūyuàn) e il parco dello Spirito (灵 苑, Líng Yuàn), oggi il giardino dell'Est, venne acquistato da un gruppo di leader locali nel 1709. Tuttavia nel corso del tempo il giardino comincia a degradarsi, fino al 1760, quando fu acquistato da dei mercanti che lo ristrutturarono e aprirono al pubblico il giardino dell'Ovest nel 1780.
Il giardino venne più volte danneggiato nel corso del XIX secolo. Durante la prima Guerra dell'oppio, l'esercito britannico utilizzò la vicina casa da tè come base operativa per diversi giorni nel 1842. Durante la rivolta dei Taiping, la Società delle Piccole Spade ebbe sede nella "Sala che Annuncia la Primavera" (点春堂, Diǎn Chūn Táng); e quando le truppe di Qing recuperarono il giardino, la gran parte delle strutture originarie era quasi interamente distrutta. Il giardino venne danneggiato nuovamente dai giapponesi nel 1942, poi venne infine restaurato da parte del governo di Shanghai fra il 1956 e il 1961. Venne aperto al pubblico nel 1961 e dichiarato monumento nazionale nel 1982.

## Descrizione
Oggi il giardino del Mandarino Yu occupa una superficie di 2 ettari, ed è suddiviso in sei aree da muraglioni secondo lo stile di Suzhou. Una trentina di padiglioni, corridoi, scale, collinette, rocce fantasiose, specchi d'acqua e ponti creano un ambiente suggestivo. Si compone di numerose strutture:
- "Padiglione delle tre Spighe di Grano" (三穗 堂, Sān Suì Táng), si erge su due piani a ridosso di uno stagno chiuso dallo scenografico "Giardino Roccioso" probabilmente creato da Zhang Nanyang durante la dinastia Ming. Composto da numerosi picchi, dirupi, grotte, e gole, è incentrato sulla Grande Roccia (大 假山, Dà Jiǎshān), un enorme masso alto 14 metri e dal peso di 2000 tonnellate, che portato dalla provincia del Zhejiang, venne modellato secondo i canoni tradizionali cinesi.[2]
- "Padiglione dei Diecimila Fiori" (万 花 楼, Wàn Huā Lóu), bellissimo edificio circondato da chiostri ricchi di piante e fiori. Di fronte ad esso, si ergono due giganteschi alberi secolari. Uno è un ginkgo (银杏, yinxing) alto 21 metri. Si dice che l’albero sia stato piantato da Pan Yunduan in persona 400 anni fa.
- "Sala che Annuncia la Primavera" (点 春 堂, Diǎn Chūn Táng), costruita nel 1820, il primo anno dell'imperatore Daoguang, servì come base della Società delle Piccole Spade dal settembre 1853 al febbraio 1855.
- "Studio dei Nove Leoni" (九狮轩, Jiǔ Shī Xuān)
- "Sala della Magnificenza di Giada" (玉华 堂, Yù Huá Táng), arredata con mobili in legno di palissandro dalla dinastia Ming.
- "Giardino interno" (内 园, Nèi Yuán), rocce, stagni, padiglioni e torri furono disposti una prima volta nel 1709, poi rifatti nel 1956, combinando i giardini dell'Est e dell'Ovest. Ogni area è separata dalle altre dai celebri "Muri del Drago" dalle ondulate creste rivestite da piastrelle grigie, ciascuno terminante con una testa di drago.